# 가이 베이츠 포스트

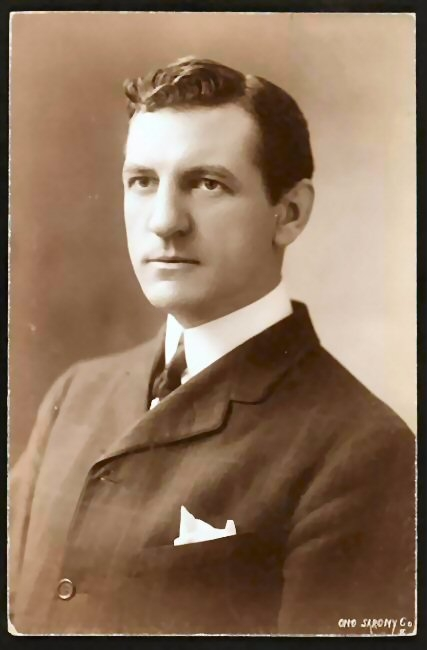

가이 베이츠 포스트(Guy Bates Post, 1875년 9월 22일 ~ 1968년 1월 16일)는 미국의 배우, 연극 배우이다.
시애틀에서 태어났다.

## 영화
- 이중 생활 (1947년)
- 이지 투 웨드 (1946년)
- 마리 앙투아네트 (1938년)
- 메이타임 (1937년)
- 춘희 (1936년)
- 에이스 드러몬드 (1936년)